# Famciclovir
Famciclovir este un medicament antiviral analog guanozinei utilizat pentru tratamentul diferitelor infecții cu herpesvirus, îndeosebi pentru herpes zoster (zona zoster). Este forma de promedicament a penciclovir care îmbunătățește biodisponibilitatea orală. Famciclovir este comercializat sub denumirea comercială Famvir (Novartis).
Famciclovir a fost brevetat în 1983 și aprobat pentru uz medical în 1994. În 2007, Food and Drug Administration din SUA a aprobat prima versiune generică a famciclovir. Tabletele generice sunt produse de TEVA Pharmaceuticals și Mylan Pharmaceuticals.

## Utilizări medicale
Famciclovir este indicat pentru tratamentul infecției cu herpes zoster (zona zoster), herpes simplex 2 (herpes genital) și herpes bucal la pacienții imunocompetenți și pentru suprimarea episoadelor recurente de herpes simplex 2. De asemenea, este indicat pentru tratamentul episoadelor recurente de herpes simplex la pacienții cu HIV.

## Efecte adverse
Printre efectele secundare se numără stomac deranjat, dureri de cap și febră ușoară.

## Herpes
Mai multe studii pe oameni și șoareci au furnizat dovezi că tratamentul precoce cu famciclovir imediat după prima infecție cu herpes poate reduce semnificativ șansa unei infrecții recurente. A fost demonstrat că utilizarea de famciclovir în acest mod reduce cantitatea de virus latent din ganglionii nervoși comparativ cu nici un tratament sau tratamentul cu valaciclovir. În urma unui control al pacienților umani tratați timp de cinci zile cu famciclovir 250 mg de trei ori pe zi în timpul primului lor episod de herpes s-a constatat că doar 4,2% dintre aceștia au înregistrat o recurență după șase luni după infecția inițială, în scădere de cinci ori comparativ cu rata de 19% la pacienții tratați cu aciclovir. Nici un medicament nu a afectat latența dacă tratamentul a fost amânat mai multe luni.